# Terres altes (Madagascar)

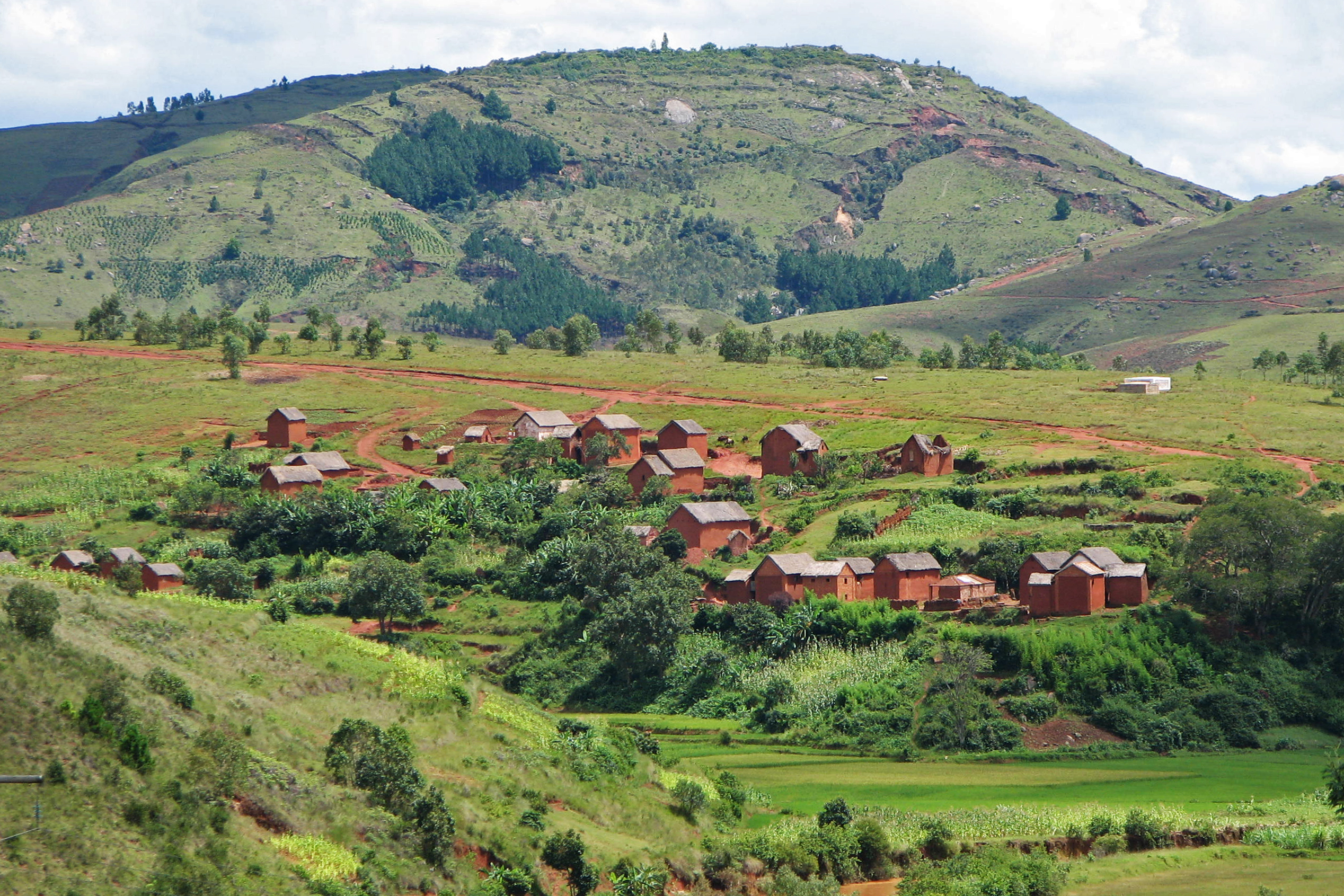
Vila a les Terres Altes de Madagascar.

Les terres altes, anomenades també altiplà del centre o altiplans, són una regió biogeogràfica muntanyosa situada al centre de Madagascar. Comprenen la part central de l'illa situada a més de 800 m d'altitud. Estan separades de l'Altiplà del Nord per una vall soma, la Finestra de Mandritsara, que sembla haver obstaculitzat la dispersió d'espècies d'una zona a l'altra, cosa que ha resultat en parells d'espècies com ara Voalavo gymnocaudus i Voalavo antsahabensis al nord i el centre de l'illa, respectivament. Les espècies animals endèmiques d'aquesta regió són els ratpenats Miniopterus manavi i Miniopterus sororculus; els rosegadors Brachyuromys betsileoensis i Monticolomys koopmani; els tenrecs Hemicentetes nigriceps i Oryzorictes tetradactylus; i el lèmur Cheirogaleus sibreei. A causa de l'hàbitat continu de la regió, hi ha pocs endemismes locals, a diferència dels altiplans del nord.